# Astrid Riska

Astrid Riska, née le 14 décembre 1932 à Korsholm et décédée le 13 avril 2010 à Helsinki, est une organiste et cheffe de chœur finlandaise.

## Biographie
Astrid Linnea Riska, née Häggblom, termine sa formation d'institutrice, avant de poursuivre ses études de musique à l'Académie Sibelius. En 1963, elle obtient un diplôme d'organiste. Elle continue à étudier l'orgue à Paris et s'intéresse particulièrement aux chœurs d'enfants et à la formation vocale. Elle travaille brièvement comme professeure de musique dans des écoles finlandaises, et enseigne également l'orgue à l'Académie Sibelius,,.
En 1967, Astrid Riska fonde le chœur d'enfants, Jubilate, dont elle devient la cheffe de chœur,. Elle détient le record d'avoir chanter dans le chœur de chambre de la radio finlandaise pendant vingt-cinq ans. En 1989, elle reçoit le prix de musique Fazer pour ses services distingués dans l'éducation musicale.
En 1995, Astrid Riska est lauréate du prix principal de la Fondation culturelle suédoise et en 1997, elle est nommée cheffe de chœur de l'année.
Monica Groop, chanteuse d'opéra finlandaise, est la fille d'Astrid Riska.